# 22294 Simmons
22294 Simmons este un asteroid din centura principală de asteroizi.

## Descriere
22294 Simmons este un asteroid din centura principală de asteroizi. A fost descoperit pe 28 septembrie 1989 la Observatorul Palomar de Carolyn S. Shoemaker și Eugene M. Shoemaker. Asteroidul prezintă o orbită caracterizată de o semiaxă mare de 2,28 ua, o excentricitate de 0,20 și o înclinație de 3,8° în raport cu ecliptica.